# Djuvanäs, Vetlanda
Djuvanäs är en radby utanför Vetlanda. Djuvanäs har 15 invånare. Radbyn tillhör Vetlanda kommun och bedriver jordbruk, häst och skogsförvaltning.